# Biblioteca Pública del Estado (Albacete)
La Biblioteca Pública del Estado en Albacete (abreviado BPE Albacete) es una biblioteca pública de titularidad estatal declarada Bien de Interés Cultural fundada en 1895 situada en la ciudad española de Albacete.
Pertenece a la Red Pública de Bibliotecas del Estado, dependiente de la Subdirección General de Coordinación Bibliotecaria del Ministerio de Educación, Cultura y Deporte. Es gestionada por la Junta de Comunidades de Castilla-La Mancha, formando asimismo parte de la Red de Bibliotecas Públicas de Castilla-La Mancha.
Su actual sede fue inaugurada en 1988 con capacidad para 150 000 volúmenes en una superficie de cerca de 4000 metros cuadrados tras una inversión de 223 millones de pesetas.
Oferta los servicios de préstamo de fondos, información, acceso a Internet y a otros recursos de información electrónica, reproducción de documentos, actividades culturales, formación en el uso de la biblioteca y recursos de información y lectura y consulta de las colecciones de la biblioteca en sus salas.
El edificio que alberga su sede forma parte de la arquitectura moderna. Cuenta con ocho plantas: planta sótano, planta baja, entreplanta y cinco plantas. Dispone de salón de actos, con capacidad para 144 personas, sala de exposiciones, sala infantil, con 106 puestos de lectura, bebeteca, mediateca o hemeroteca, entre otras dependencias. Está situada en la calle San José de Calasanz, en pleno centro de la capital albaceteña, dentro del barrio Carretas-Huerta de Marzo.